# Peter Barlow
Peter Barlow (n. 13 octombrie 1776, Norwich, Anglia, Regatul Marii Britanii – d. 1 martie 1862, Kent, Anglia, Regatul Unit al Marii Britanii și Irlandei) a fost un matematician și fizician englez.
Este cunoscut pentru remarcabilele sale lucrări din domeniile matematicii, mecanicii, fizicii, fiind unul dintre cei mai remarcabili savanți ai Angliei acelei epoci.

## Biografie
S-a născut la Norwich și a murit la Woolwich, unde a fost profesor de matematică la Academia Militară.
A fost membru al Academiei de Științe din Sankt Petersburg și din Bruxelles, al Societății de Științe din SUA, al Royal Society din Londra (1828) și membru corespondent al Academiei Franceze de Științe.
Pentru meritele sale, a fost decorat cu Medalia Copley.

## Contribuții

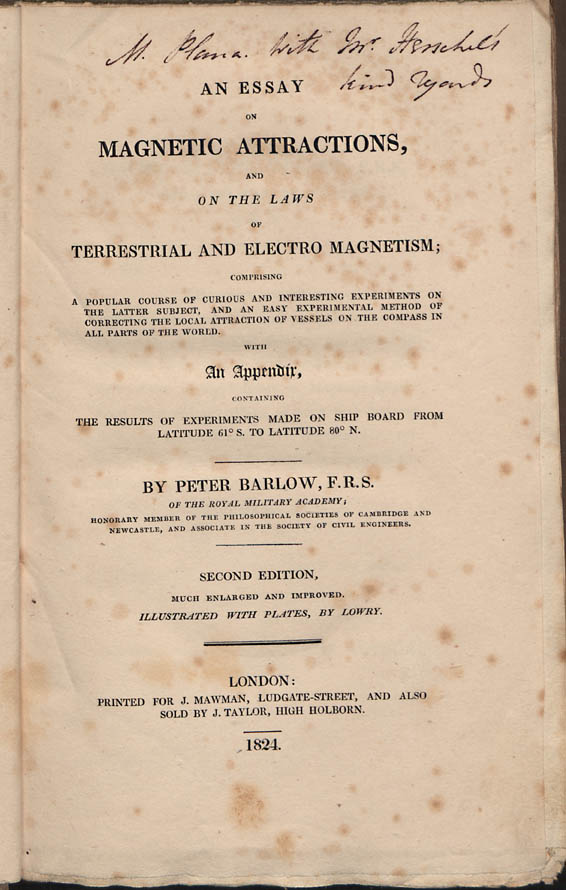
Essay on magnetic attractions, and on the laws of terrestrial and electro magnetism, 1824

A efectuat studii asupra locomotivei cu abur, busolei, magnetismului.
În 1828 proiectează primul motor electric, numit ulterior roata lui Barlow.
În 1827, studiile sale în domeniul opticii se concretizează în descoperirea așa-numitei lentile al lui Barlow și a telescopului acromatic.
Barlow a publicat o serie de lucrări experimentale asupra construcțiilor diferitelor instrumente și aparate fizice.
A întocmit un tabel al pătratelor, cuburilor, rădăcinilor pătratice și cubice ale numerelor până la 10.000.
În domeniul astronomiei, Barlow și-a adus contrubuția corectând cataloagele lui Herschel și South.
Ca mecanic, s-a specializat în lucrările de construcții de căi ferate.
Fiii săi, Peter W. Barlow și William Henry Barlow, au fost ingineri renumiți ai secolului al XX-lea.

## Scrieri
- An Elementary Investigation of the Theory of Numbers (1811)
- A New Mathematical and Philosophical Dictionary (1814)
- New Mathematical Tables (1814)
- An Essay on Magnetic Attraction and on the Laws of the Terrestrial Electrico-Magnetism (Londra, 1820)
- On the Machinery and Manufactures of Great Britain (Londra, 1837).